# Burgos, La Union
Burgos là một đô thị hạng 5 ở tỉnh La Union, Philippines. Theo điều tra dân số năm 2015, đô thị này có dân số 8.067 người trong.

## Các đơn vị hành chính
Burgos được chia ra 12 barangay.
- Agpay
- Bilis
- Caoayan
- Dalacdac
- Delles
- Imelda
- Libtong
- Linuan
- New Poblacion
- Old Poblacion
- Lower Tumapoc
- Upper Tumapoc